# Denise Colomb
Pour les articles homonymes, voir Colomb et Loeb.

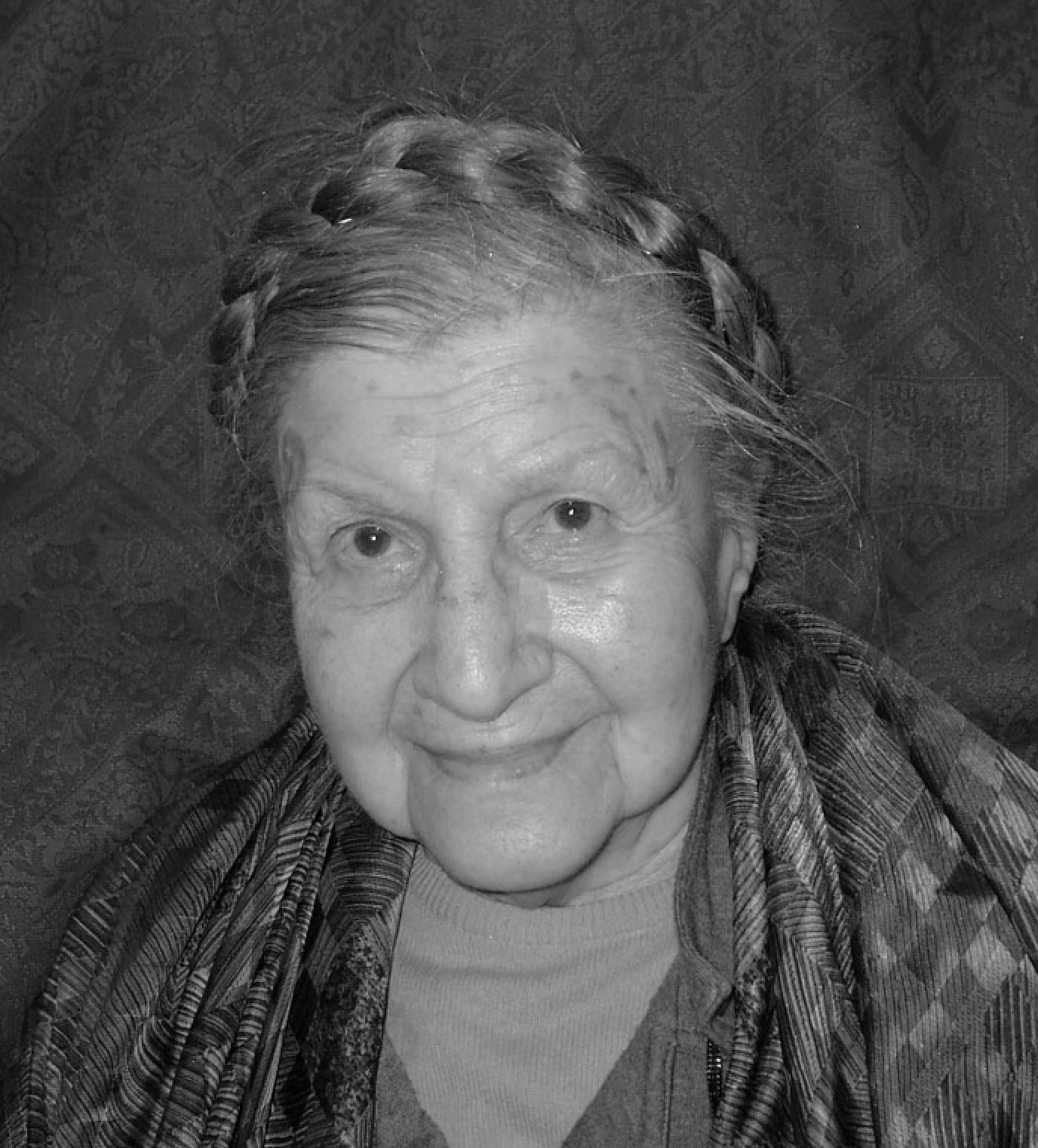
Paris - 2001

Denise Colomb est une photographe française née Denise Loeb le 1er avril 1902 à Paris 10e et morte le 1er janvier 2004 à Paris.

## Biographie
Denise Loeb naît à Paris 10e le 1er avril 1902. Elle poursuit sa scolarité au lycée Molière à Paris. Elle étudie le violoncelle au Conservatoire de Paris, mais, paralysée par le trac, elle refuse de passer le concours de sortie.
Elle réalise ses premiers portraits lors d'un séjour en  Indochine (1935-1937), où elle accompagne son mari, Gilbert Cahen, ingénieur du génie maritime. Ce dernier lui offre son premier appareil photo, « un Super-Nettel avec un objectif Zeiss 50 mm ».
Pendant la guerre, pour échapper aux rafles antisémites ordonnées par le gouvernement de Vichy, sa famille se réfugie en 1943 à Dieulefit (Drôme) sous le faux nom de « Colomb », qu'elle reprendra à partir de 1947 comme pseudonyme en tant que photographe.
En 1948, elle se rend aux Antilles à l'invitation d'Aimé Césaire qui ayant découvert son travail photographique sur l'Indochine lui confie sa première mission photographique professionnelle. Elle entreprend par la suite de nombreux voyages en Inde, en Israël et en Europe. Elle collabore à diverses revues (Le Leicaïste, Regards, Le Photographe, Réalités) et effectue des travaux de commande pour Point de vue-Images du Monde.
C'est avec Antonin Artaud qu'elle débute, en 1947, une longue série de portraits d'artistes. Son frère, Pierre Loeb, qui possède à Paris une galerie renommée, l'introduit auprès de peintres et sculpteurs. À la suite d'Artaud, elle photographiera Nicolas de Staël (quelques mois avant son suicide), Giacometti, Picasso, assis dans l'escalier, ou encore Max Ernst posant devant les toits de Paris et Sergio de Castro en 1954, quand il expose à la Galerie Pierre (Pierre Loeb). Qu'elle photographie des célébrités ou des anonymes, cette passion du visage fut le fil directeur de son travail.
Parmi les nombreux autres artistes qu'elle a photographiés, on peut citer  Yaacov Agam, Hans Arp, César Baldaccini (dit César), Jean Bazaine, Roger Bissière, Édouard Boubat, Georges Braque, Victor Brauner, Bernard Buffet, Alexander Calder, Marc Chagall, Dado, Géula Dagan, Sonia Delaunay, Eugène Dodeigne, Martie-Paule Duault, Gaston Duchamp (dit Jacques Villon), Jean Dubuffet, Georges Feher, Alexandre Garbell, Émile Gilioli, Natalia Gontcharova, Simon Hantaï, Hans Hartung, Jean Hélion, Charles-Edouard Jeanneret (dit Le Corbusier), Paul Kallos, Wifredo Lam, Henri Laurens, Étienne-Martin, Constantin Macris, André Masson, Georges Mathieu, Roberto Matta, Antoni Miralda, Joan Miro, Serge Poliakoff, Anton Prinner, Germaine Richier, Jean-Paul Riopelle, Georges Romathier, Pierre Soulages, Saül Steinberg, Arpad Szenes, Jean Tinguely, Raoul Ubac, Bram Van Velde, Jacques Villon, Victor Vasarely, Maria Elena Vieira da Silva, Zao Wou-Ki. 
Le 18 novembre 1991, elle fait don de son œuvre à l'État français (52 000 négatifs, 2 600 tirages d'époque et sa documentation personnelle). Depuis cette date, l'association Patrimoine photographique, sous la tutelle de la Direction de l'architecture et du patrimoine (ministère de la Culture et de la Communication), conserve et diffuse le fonds Denise Colomb.
Denise Colomb meurt le 1er janvier 2004 à Paris, à l'âge de 101 ans,.

### Famille
Denise Colomb est la mère de trois enfants, Pascaline Magnard, Olivier Cahen et Bertrand Cahen, la sœur des galeristes Pierre Loeb et Edouard Loeb, la grand-mère du compositeur Roland Cahen, la grand-tante de Caroline Loeb et d’Isabelle Weingarten.

## Publications
Liste non exhaustive
- Ponts de Paris, textes de Jean-Louis Vallas, Paris, Albin Michel, 1951
- Denise Colomb, Paris, ministère de la Culture/Jean Bazaine, 1982
- Portraits d'artistes : les années 50 / 60, édité par Carol-Marc Lavrillier, Éditions du Studio 666, Paris, 1986
- Quelques réflexions sur Paris, texte de René Pons, Éditions Marval, 1989
- Denise Colomb, Portraits, textes de Jean-Claude Lemagny, éditions de La Manufacture, 1996
- Denise Colomb aux Antilles : 1948-1958, texte de Noël Bourcier, éditions FiliRrane / Musée du jeu de Paume, 2009

### Livre d'artiste
- Rien de tangible, 19 photographies originales de Denise Colomb, tirées par Dominique Dewailly, Paris atelier Dermont-Duval, avril 1995,  35 ex.

## Décoration
- Chevalière de l'ordre des Arts et des Lettres. « Pour son travail photographique ». (1981)

## Expositions
Liste non exhaustive
- 1992 : Galerie Pierre[8], 2 rue des Beaux-Arts, Paris
- 1992 : Portraits d'artistes européens, Denise Colomb, Rencontres d'Arles.
- 2009 : Denise Colomb aux Antilles : de la légende à la réalité, 1948-1958, Jeu de Paume, Paris
- 2015 : Maison Beatrix Enea, Anglet.

## Collections
- Fonds régional d'art contemporain Poitou-Charentes[9]
- Musée national des beaux-arts du Québec[10]